# Hestur
 (novembre 2024).
Si vous disposez d'ouvrages ou d'articles de référence ou si vous connaissez des sites web de qualité traitant du thème abordé ici, merci de compléter l'article en donnant les références utiles à sa vérifiabilité et en les liant à la section « Notes et références ».
Hestur [ˈhɛstʊɹ], aussi nommée Hestoy [ˈhɛstɔi] (littéralement : l'île-cheval), est située dans l'archipel des îles Féroé.
La Commune de Hestur comprend aussi l'île voisine de Koltur (« le poulain ») avec ses deux habitants (2007). Ces deux îles n'ont chacune qu'un seul village et font face à la côte sud-est de l'île de Streymoy.

## Histoire et géographie
La première colonisation de l'île remonte vraisemblablement au temps des Vikings, au plus tard au Moyen Âge. À la pointe sud de l'île, le Hælur, furent trouvés des objets significatifs. Actuellement, un phare se dresse.
Le climat sur le Hælur est favorable à la culture de céréales mais pas à la pêche, ce qui fait que les insulaires se déplacèrent de l'ouest de l'île jusqu'au lieu où se trouve l'actuel village. 
Il y a quatre sommets : Nakkur (296 m), Múlin (421 m), Eggjarrók (421 m) et Álvastakkur (125 m).
Au nord de l'île se trouvent des terres marécageuses agrémentées de quatre petits lacs, dont Fagradalsvatn est le plus étendu.
Malgré le faible nombre de ses habitants, et justement dans le but d'éviter une dépopulation inéluctable, l'île s'est dotée de sa propre piscine publique en 1974.
L'église du village fut construite en 1910. Le clocher, chose rare, a un toit de forme hexagonale.

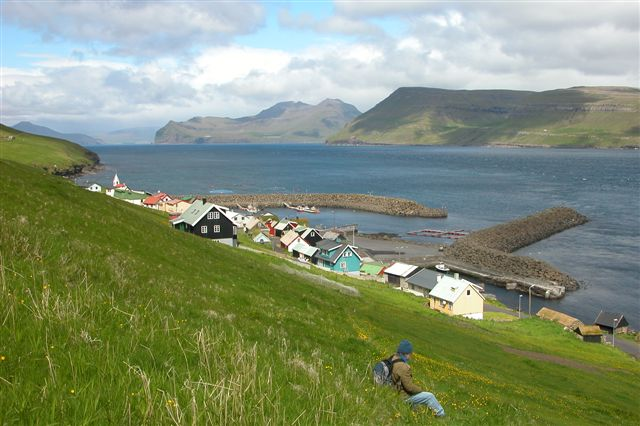
Vu du village de Hestur

En 1919, le terrible accident d'une barque de pêche réduisit la population masculine de l'île d'un tiers.

## Transports et économie
À l'époque, Hestur était reliée à Tórshavn par ferry. Entre-temps le nouveau port de Gamlarætt à la pointe sud de l'île de Streymoy a permis de raccourcir le trajet maritime. Les habitants de l'île s'adonnent à la pêche et à l'agriculture.